# Satyrus angrena
Satyrus angrena är en fjärilsart som beskrevs av Andrej Nikolajewitsch Avinoff och Sweadner 1951. Satyrus angrena ingår i släktet Satyrus och familjen praktfjärilar. Inga underarter finns listade.